# Паска (Тюрингия)
Паска (нем. Paska) — община в Германии, в земле Тюрингия.
Входит в состав района Заале-Орла. Подчиняется управлению Ранис-Цигенрюк. Население составляет 115 человек (на 31 декабря 2010 года). Занимает площадь 6,59 км².